# Hanna Nooni
Hanna Nooni (født 9. marts 1984) er en kvindelig tidligere professionel tennisspiller fra Sverige.
Hanna Nooni højeste rangering på WTA single rangliste var som nummer 152, hvilket hun opnåede 18. juli 2005. I double er den bedste placering nummer 146, hvilket blev opnået 13. juli 2009. 